# Alberto Breccia
Alberto Breccia (Montevideo, 15 aprile 1919 – Buenos Aires, 10 novembre 1993) è stato un fumettista uruguaiano naturalizzato argentino.
Le sue realizzazioni nel campo del fumetto sono ritenute uniche e innovative tali da poterlo considerare un maestro del fumetto mondiale.

## Biografia, opere e stile

### Gli inizi
Nato a Montevideo, in Uruguay, da una famiglia d'origini italiane, all'età di tre anni emigra con i genitori in Argentina, crescendo a Buenos Aires. Interrompe gli studi di computisteria per andare a lavorare come operaio in una fabbrica continuando a disegnare per passione affinando il suo stile creando, ancora adolescente, il suo primo personaggio dei fumetti, Mister Pickles, protagonista di una serie umoristica della quale riesce a vendere una decina di strisce alla rivista El Resero. Successivamente crea la serie Don Urbano che viene pubblicata sulla rivista Paginas de Columba. In queste prime opere lo stile trae ispirazione dai lavori di Burne Hogarth e di Alex Raymond ma in breve tempo se ne allontana seguendo un personale percorso di sperimentazione grafica e narrativa.
L'editore Manuel Láinez gli commissiona nel 1938 i suoi primi personaggi realistici (Ralph Norton, il cowboy Kid de Rio Grande e il viaggiatore nel tempo Rosengram), dei quali scrive i testi oltre a realizzare i disegni compresivi di lettering. Contemporaneamente collabora ad altre serie come Rataplán, El Gorrión, Gentleman Jim, Puño Blanco, il Detective Mu-Fa, Pancho López e con pubblicazioni umoristiche come Mariquita Terremoto.

### Il Dopoguerra
Nel secondo dopoguerra, interrotta la collaborazione con Láinez, lavora alle serie "Gentleman Jim", "Puño Blanco" e "Jean de la Martinica", collaborando alle illustrazioni di centinaia di libri per bambini ed iniziando a lavorare anche per il mercato europeo. Nel 1947 subentra allo scomparso Cortinas vincendo una selezione per proseguire la serie di "Vito Nervio" alla quale lavorerà fino al 1959. Sempre in questo periodo apre anche un'agenzia pubblicitaria e una scuola di disegno mentre nel 1953 pubblica una propria raccolta di racconti gialli intitolata "Captura" della quale usciranno solo tre numeri. Nel 1956 realizza, su testi di Abel Santa Cruz, per la Editorial Codex, "Pancho Lopez", il suo ultimo fumetto umoristico a strisce.

### La maturità e collaborazione con Oesterheld
La collaborazione con Héctor Oesterheld, incominciata casualmente grazie al contributo di Hugo Pratt, si concretizza disegnando Sherlock Time, serie nella quale si raccontano le avventure di un detective del tempo venuto dallo spazio e che rappresenta una pietra angolare nell'evoluzione dello stile di Breccia che venne raggiunta anche grazie ai consigli ricevuti da Hugo Pratt, il quale vedeva nel disegnatore ancora margini di miglioramento. Sempre su testi di Oesterheld disegna alcuni episodi di Ernie Pike e, nel 1962, disegna Mort Cinder, serie a fumetti scritta da Oesterheld nel quale il protagonista è un misterioso personaggio rimasto bloccato fuori dal suo mondo che racconta a un vecchio antiquario (al quale Breccia darà le proprie sembianze) le sue precedenti vite vissute nel corso dei secoli. Graficamente il fumetto rappresenta uno dei capolavori di Breccia nel quale spiccano macchie di china e di biacca e ampie campiture di pennello.
Intanto la moglie si ammala gravemente.
Nel marzo del 1966 fonda, insieme ad altri colleghi come Pereyra, Zoppi, Borisoff, Garaycochea, l'"Instituto de Directores de Arte" e abbandona temporaneamente la carriera di disegnatore per concentrarsi sull'insegnamento.
Nel 1968 ritorna a disegnare storie di Oesterheld realizzando il monografico Che. Una vita in rivolta (Vida del Che) sulla vita di Che Guevara insieme al figlio Enrique Breccia che in patria viene sequestrata e bruciata comprese le tavole originali. Altro fumetto di critica nei confronti del regime è la nuova versione di El Eternauta del 1969, capolavoro del fumetto realizzato originariamente nel 1957 con i disegni di Solano Lopez e che ora viene illustrato da Breccia con uno stile innovativo e sperimentale, riproposto da Oesterheld con un taglio più maturo e con espliciti riferimenti alla dittatura. In anticipo forse sui tempi, l'opera non raggiunge il successo sperato e si interrompe alla conclusione del primo episodio. Sempre su testi di Oesterheld, pubblica nel 1970 "Evita, vita e opere di Evita Perón".

### Gli anni 70 e la collaborazione con Trillo
Breccia realizzerà per il mercato italiano numerose storie per ragazzi pubblicate su riviste come il Corriere dei Piccoli e Corrier Boy spesso sceneggiate da Mino Milani, in particolare, dal 1971, realizza insieme allo studio italiano "Dami" la serie Squadra Zenith che verrà pubblicata sul Corriere dei Ragazzi.
Alla ricerca di nuovi stimoli si trasferisce in Cile dove realizza una "Historia grafica de Chile". Quindi ritorna in Argentina dove riprende il suo lavoro di insegnante presso la scuola di disegno e collabora alla "Historia gráfica de la República Argentina" oltre ad alcuni lavori in campo pubblicitario che esulano dal mondo del fumetto. Ritorna al fumetto nel 1973 realizzando una serie di riduzioni di alcuni racconti del ciclo de I Miti di Cthulhu, dello scrittore Howard Phillips Lovecraft, su sceneggiature di Norberto Buscaglia, opere queste che rappresentano un altro punto di svolta nel suo stile che diviene meno realistico e sempre più sperimentale.
Nel 1974 inizia la collaborazione con lo sceneggiatore argentino Carlos Trillo con il quale realizzerà nuovi capolavori come Un certo Daneri del 1974, "Nadie" del 1977, "Buscavidas", "Gli occhi e la mente" e "Chi ha paura delle fiabe", grottesco adattamento caratterizzato da umorismo nero molto forte oltre a essere uno dei pochi lavori di Breccia a colori. Nel 1976 pubblica il racconto "L'aria" su una sceneggiatura di Guillermo Saccomanno.

### Gli anni 80 e 90 e le ultime opere
Negli anni 80 realizza uno dei suoi lavori più importante dai tempi di Mort Cinder su sceneggiatura di Juan Sasturain: Perramus, serie a fumetti a metà strada tra il genere avventuroso e l'umorismo surreale con critiche alla dittatura argentina, nella quale si miscelano personaggi fittizi a quelli reali come Jorge Luis Borges al quale viene fatto vincere un premio Nobel. L'opera ottiene il premio Amnesty nel 1989 nella categoria del miglior libro in favore dei diritti umani
Successivamente si concentrerà sulla riduzione a fumetti di opere horror-gotiche come Dracula o i racconti di Edgar Allan Poe (come Il cuore rivelatore, Mr. Valdemar, La maschera della morte rossa, Il gatto nero) o di Ambrose Bierce insieme ad altre storie dell'orrore talvolta anche con la collaborazione di Buscaglia oltre a una trasposizione di fiabe celebri.
Negli anni 1990 realizza un adattamento di un capitolo del romanzo Sopra eroi e tombe di Ernesto Sabato "Rapporto sui ciechi", una storia visionaria realizzata con la tecnica del collage e china in bianco e nero e "El Dorado, el delirio de Lope de Aguirre" e continua a disegnare riduzioni a fumetti di racconti di Borges, Marquez e altri, realizzati su testi di Sasturain.
Muore il 10 novembre 1993 a Buenos Aires.

## Vita privata
Si sposa nel 1944. Alberto Breccia ha avuto tre figli anch'essi impegnati nel mondo dell'arte: Enrique Breccia (che ha collaborato col padre alla "Vita del Che"), Patricia e Cristina.

## Opere
Tra i suoi lavori più significativi vanno ricordate le collaborazioni con Héctor Oesterheld, in particolare Mort Cinder (1962), Che. Una vita in rivolta (1968) e una nuova versione de L'Eternauta, originariamente disegnato da Francisco Solano López.

### Elenco parziale delle opere
- Mister Pickles: serie umoristica una decina di strisce pubblicate sulla testata El Resero (1936);[4]
- Don Urbano: pubblicato su Paginas de Columba;[4]
- Serie di vignette per Tit-Bits dell'Editorial Manuel Láinez nel 1938;[4]
- Ralph Norton: su testi di Rosarivo;[4]
- Kid de Rio Grande;[4]
- Rosengram;[4]
- Rocambole;[4]
- Cruz Diablo;[4]
- El Vengador;[4]
- Gentleman Jim: per Bicho Feo (1945);[4]
- Puño Blanco: su testi di Issel Ferrazzano per il quotidiano La Razón, 1945;[4]
- Jean de la Martinica: su testi di Issel Ferrazzano per Patoruzito, 1945;[4]
- Armi da fuoco (1946);
- Vito Nervio, fino al 1959;[4]
- Pancho Lopez: su testi di Abel Santa Cruz, per la Editorial Codex, apparso in strisce anche in Tía Vicenta e Figaro, 1956;[4]
- Sherlock Time: su Hora Cero, 1957;[4]
- Ernie Pike;[4]
- fumetti di genere bellico per la britannica Fleetway dal 1960;[4]
- Mort Cinder: su testi di Oesterheld, 1962;[4]
- Historia grafica de Chile;[4]
- L'Eternauta con Oesterheld, 1969;[4]
- Squadra Zenith: con l'italiano Studio Dami, 1971;[4]
- Miti di Cthulhu: di Howard Philip Lovecraft, su testi di Norberto Buscaglia, 1973;[4]
- Un certo Daneri (Un tal Daneri, 1975);
- Agente Nessuno (Nadie): su testi di Carlos Trillo, 1977;[4]
- Buscavidas (1981/1982), 14 racconti;
- Perramus: su testi del poeta Juan Sasturain, pubblicato in Fierro (La Urraca, Argentina), 1983;[4]
- trasposizione a fumetti di racconti di Poe e di Bierce;[4]
- trasposizione a fumetti di fiabe celebri;[4]
- trasposizione a fumetti di racconti di Borges, ma l'opera rimane inedita, 1993;[4]
- Versiones: adattamenti di racconti di Borges, Marquez e altri, realizzati con Sasturain.[4]
- Gli occhi e la mente;

### Edizioni italiane
Dagli anni sessanta le opere dell'autore cominciano a comparire su numerose riviste di fumetti italiane: Mort Cinder su Il Mago della Mondadori e su Lanciostory della Eura Editoriale; L’Eternauta su Linus, alteralter, Il Mago; Perramus su Orient Express e L'Eternauta; Un tal Daneri (1969), su Linus ed Alter; Buscavidas su Alter Alter, su L'Eternauta e su Comic Art; Gli occhi e la mente, su L'Eternauta; Armi da fuoco su Skorpio; Agente Nessuno su Skorpio fra il 1977 ed il 1978; diversi adattamenti di favole, sceneggiati da Trillo, su Alter Alter fra il 1980 e il 1981; Sherlock Time su Lanciostory nel 1978; L’Eternauta su Linus nel 1972; I Miti di Chthulu su Il Mago dal 1973 e su Alter alter nel 1982 e successivamente sono stati riproposti in volume.

#### Edizioni monografiche
Le edizioni italiane dei fumetti di Breccia includono le seguenti.
- Mort Cinder, pubblicato negli Oscar Mondadori, 1974, da Imago Libri – L'Avventuroso, 1979, da Glénat Italia, collana I maestri del fumetto, 1988, nei classici del fumetto di Repubblica – Serie Oro volume n.59 e da Comma 22, 2008, da Espresso/Editore Panini, da Editiemme, dalla Milano Libri.
- Vito Nervio. I Dardo Pocket n. 2, marzo 1974, brossurato, 210 pagine in b/n.[2]
- I miti di Cthulhu. Edizioni L'isola trovata, Collana I racconti delle nuvole, brossura 110 pagine, ottobre 1978.
- Oltre il tempo, testi di Héctor Oesterheld. L'Isola Trovata, novembre 1979, brossurato, rilegato, 80 pagine in b/n.
- La stella scomparsa, soggetto di Dan Duncan. Editiemme, La società dell'immagine, maggio 1980, cartonato, 48 pagine in b/n.
- Un certo Daneri, testi di Carlos Trillo. Editiemme, La società dell'immagine, settembre 1980, cartonato, 48 pagine in b/n.
- Chi ha paura delle fiabe?, testi di Carlos Trillo. Milano Libri, maggio 1981, cartonato, 64 pagine, colori.
- Quattro incubi. Editiemme, dicembre 1985, cartonato con cofanetto, tiratura limitata numerata e firmata, 108 pagine, colori.
- Perramus, testi di Juan Sasturain. I maestri del fumetto, Glenat Italia, novembre 1987, cartonato, 176 pagine in b/n.
- Che, con Enrique Breccia, testi di Héctor Oesterheld. Topolin Edizioni, I edizione, novembre 1995, brossurato, 96 pagine in b/n.
- Incubi. Comma 22, Collana Alberto Breccia n. 1, maggio 2003, 62 pagine a colori.
- I miti di Cthulhu. Comma 22, Collana Alberto Breccia n. 2, dicembre 2003, 125 pagine in b/n.
- Dracula. Comma 22, Collana Alberto Breccia n. 4, maggio 2006, 121 pagine a colori.
- L'acchiappastorie, testi di Carlos Trillo. Comma 22, Collana Alberto Breccia n. 5, ottobre 2007, 111 pagine in b/n.
- Sherlock time, testi di Héctor Oesterheld. Comma 22, Collana Alberto Breccia n. 7, novembre 2013, 183 pagine in b/n.
- Rapporto sui ciechi. Comma 22, Collana Alberto Breccia n. 8, ottobre 2014, cartonato, 56 pagine in b/n.
- Nel buio. Comma 22, Collana Alberto Breccia n. 10, novembre 2018, cartonato, 100 pagine in b/n.
- Nessuno, testi di Carlos Trillo. Alessandro Editore, giugno 2022, cartonato.

## Riconoscimenti
- Premio Yellow Kid al Salone Internazionale dei Comics (1973)